# Industrial and Financial Systems
Industrial and Financial Systems – szwedzkie przedsiębiorstwo informatyczne rozwijające i wdrażające zintegrowany system klasy ERP o nazwie IFS Applications.
Przedsiębiorstwo obecne jest w około 60 krajach i posiada 2100 klientów.

## IFS Industrial and Financial Systems Poland
W Polsce IFS działa od 1992 r., obsługując ponad 210 klientów.

## Produkty
IFS Applications – zestaw zintegrowanych rozwiązań informatycznych ERP, składający się ze standardowych modułów, m.in. finanse, dystrybucja, produkcja, remonty, zarządzanie zasobami, projektowanie. Pozwala to na dostosowanie rozwiązania do indywidualnych potrzeb użytkowników. Oferowany jest na wszystkie platformy sprzętowe technologii Oracle z graficznym interfejsem użytkownika w architekturze klient-serwer.
IFS Cloud – oprogramowanie dostarczające rozwiązania w zakresie planowania zasobów przedsiębiorstwa (ERP), zarządzania realizacją projektów konstrukcyjnych, infrastrukturalnych, inżynieryjnych, zarządzania serwisem (FSM) oraz zarządzania majątkiem (EAM). Platforma IFS Cloud to rozwiązanie oparte na otwartych interfejsach API, wykorzystujące innowacje, takie jak sztuczna inteligencja, uczenie maszynowe i IoT